# 그레타 (영화)
《그레타》(영어: According to Greta, 영국 제목 영어: Surviving Summer)는 미국에서 제작된 낸시 바더윌 감독의 2009년 드라마 영화이다. 힐러리 더프 등이 출연하였고, 릭 로즌솔 등이 제작에 참여하였다.

## 출연진
- 힐러리 더프
- 에번 로스
- 멀리사 리오
- 존 로스먼
- 모리 긴즈버그
- 마이클 머피
- 엘런 버스틴
- 오런 스쿠그
- 에릭 셰퍼 스티븐스

## 기타 제작진
- 공동 제작: 트렌트 브로인, 제이컵 모슬러
- 배역: 메리 게일 아츠, 샤니 긴스버그
- 세트: 에밀리 도슨